# Kościół Świętego Krzyża w Poznaniu (metodystyczny)
Kościół Świętego Krzyża w Poznaniu – neogotycka świątynia Kościoła Ewangelicko-Metodystycznego, znajdująca się w centrum miasta przy ul. Ogrodowej 6, na północno-wschodnim skraju Parku Jana Henryka Dąbrowskiego.

## Historia
Wzniesiono go w latach 1885–1886 według projektu Bernarda Belowa dla zboru ewangelicko-luterańskiego (zwanego staroluterskim). W okresie II Rzeczypospolitej należał do parafii Kościoła Ewangelicko-Luterskiego w Polsce Zachodniej. Po odzyskaniu przez Polskę niepodległości, w latach 1920–1939 służył również polskiej parafii ewangelicko-augsburskiej i potrzebom ewangelickiego duszpasterstwa wojskowego. Duszpasterzami polskiego zboru byli kolejno ks. kapelan Józef Mamica (zamordowany w czasie II wojny światowej przez hitlerowców), ks. Karol Kotula (po wojnie biskup Kościoła Ewangelicko-Augsburskiego) i ks. senior Gustaw Manitius, kilkakrotnie przebywał tu również ks. bp Juliusz Bursche.
Świątynia została poważnie uszkodzona podczas bitwy o Poznań w 1945 – całkowitej destrukcji uległa m.in. ściana zamykająca prezbiterium, w której do tego czasu było umieszczone duże ostrołukowe okno. Ponieważ parafia ewangelicko-augsburska nie była w stanie podjąć odbudowy, władze miejskie w 1946 r. przyznały jej kaplicę cmentarną przy ul. Grunwaldzkiej, natomiast ruiny kościoła przy Ogrodowej otrzymał Kościół Metodystyczny (obecna nazwa – Kościół Ewangelicko-Metodystyczny). Jego parafia, założona w 1922 r. nie posiadała dotąd stałego miejsca nabożeństw, odprawianych przed wojną w wynajętych lokalach, a nawet na barce zakotwiczonej na Warcie. Świątynię odbudowano w 1947 według projektu K. Nowakowskiego i poświęcono w czerwcu tegoż roku. Dzisiejszą nazwę otrzymała w okresie późniejszym. Pierwotne wyposażenie nie zachowało się. Obecnie jest to jedyny kościół protestancki w centrum Poznania i jeden z trzech w mieście (oprócz kościoła luterańskiego i kaplicy baptystów na Wildzie), nadal pełniących funkcje zgodne z pierwotnym przeznaczeniem, spośród kilkunastu kościołów i kaplic zbudowanych przed 1918 r.
W kościele odbywają się nabożeństwa ekumeniczne, m.in. z okazji Światowego Dnia Modlitwy Kobiet oraz Ekumeniczna Noc Kościoła w Święto Reformacji i wigilię uroczystości Wszystkich Świętych.

## Architektura
Ceglana świątynia została wzniesiona na planie prostokąta. Jest jednonawowa, z prostokątnym prezbiterium zwróconym na południe i z wieżą nad wejściem od strony ulicy. Do wieży po bokach przylegają dwie niskie przybudówki schodowe. Trójkondygnacyjną wieżę wieńczy ostrosłupowy hełm. Nawę przykrywa strop namiotowy, zaś kruchtę pod wieżą sklepienie kolebkowe. Prezbiterium, położone na nieco wyższym poziomie niż nawa, połączone jest z nią arkadą. Znajduje się w nim stół komunijny i kazalnica, a ścianę zdobi przedstawienie Ostatniej Wieczerzy. W nawie nad wejściem znajduje się drewniana empora organowa. Witraże przedstawiające Przypowieść o siewcy wykonał w latach 1970–1984 Zygmunt Kośmicki. Przy prezbiterium, na bocznej ścianie, znajduje się tablica upamiętniająca superintendenta okręgowego ks. Jana Kusa.
Obok kościoła stoi Nie-pomnik autorstwa Norberta Sarneckiego z 2010.